# Malaxis versicolor
Malaxis versicolor är en orkidéart som först beskrevs av John Lindley, och fick sitt nu gällande namn av Abeyw. Malaxis versicolor ingår i släktet knottblomstersläktet, och familjen orkidéer. Inga underarter finns listade i Catalogue of Life.

## Bildgalleri

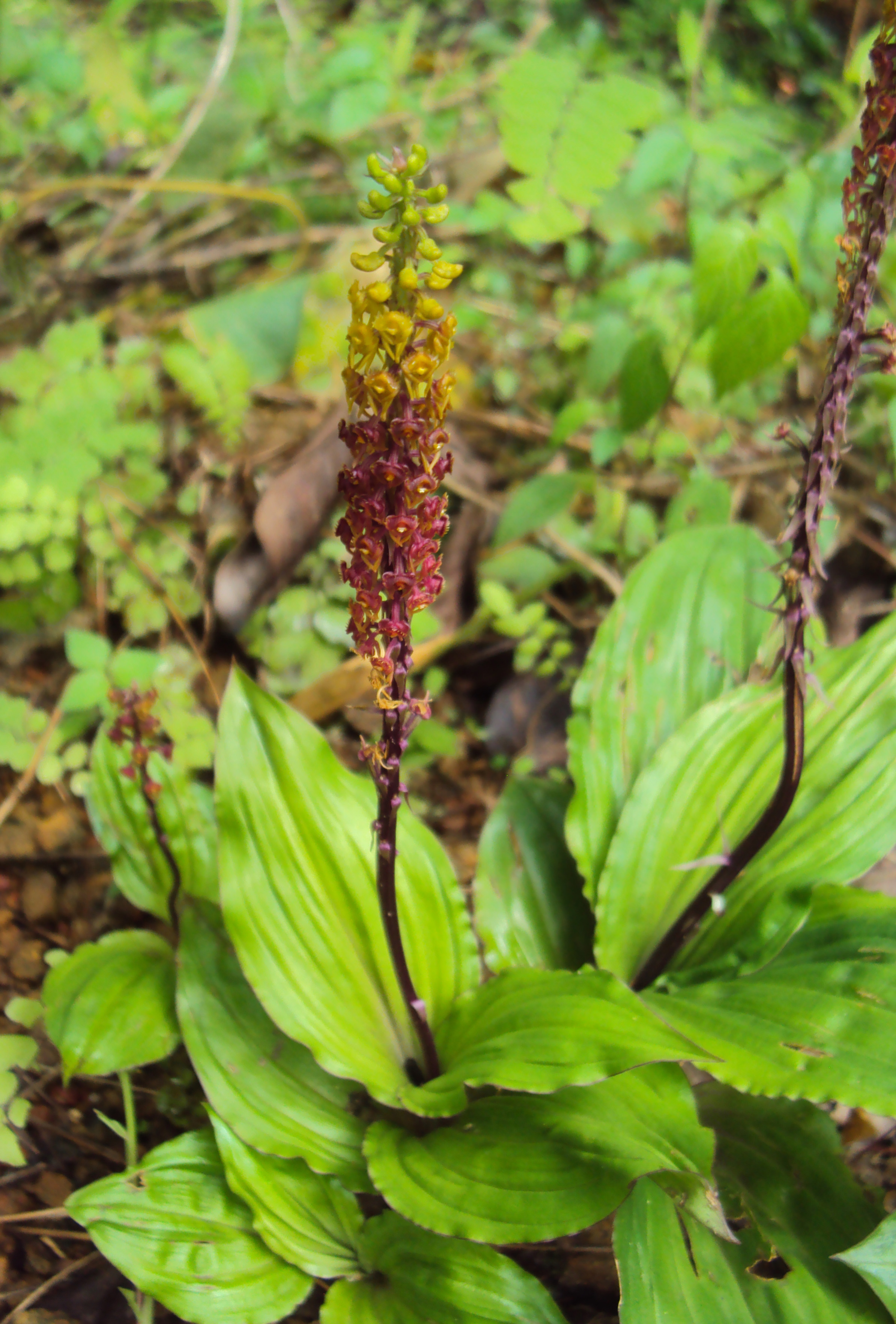
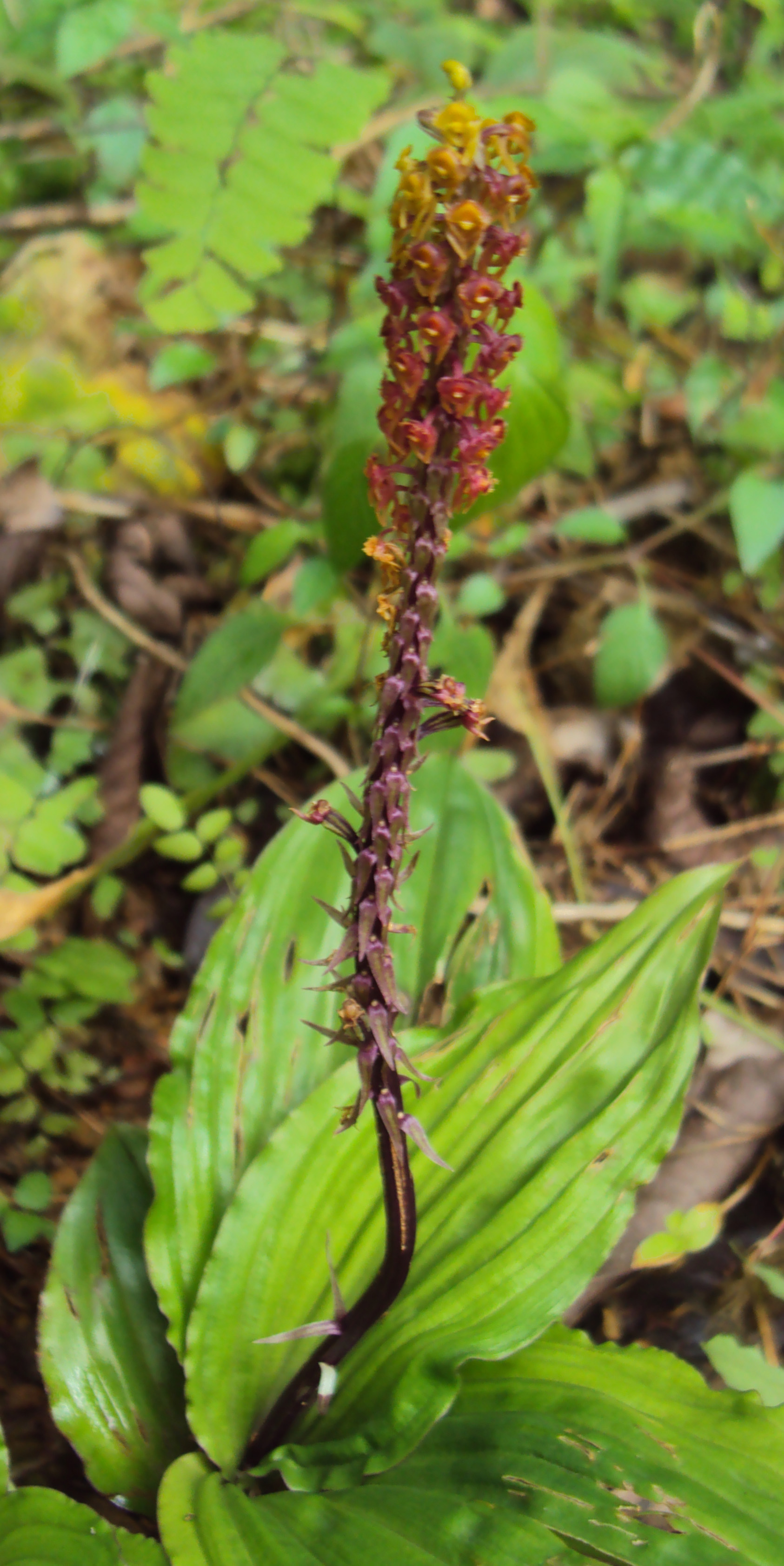
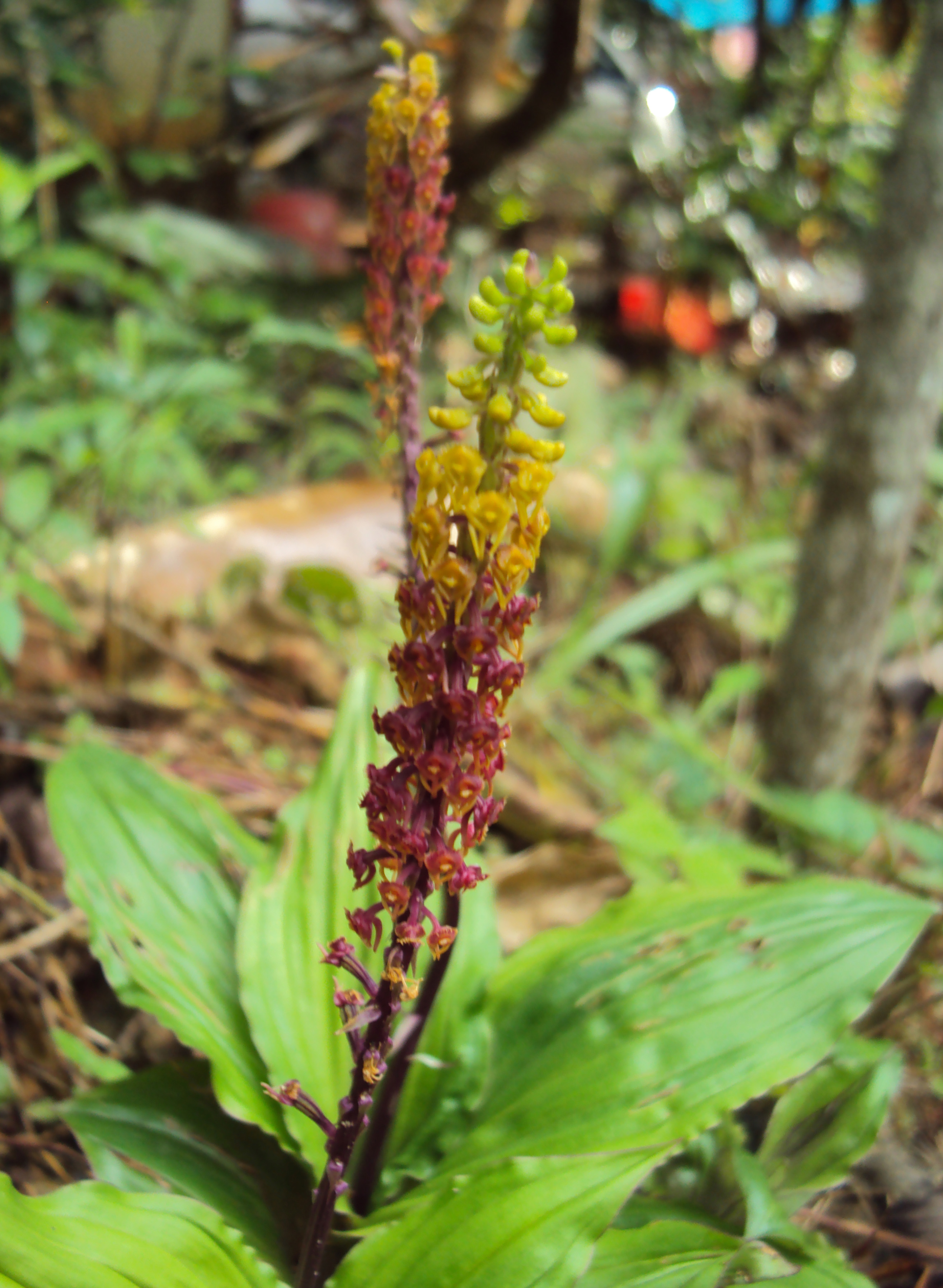
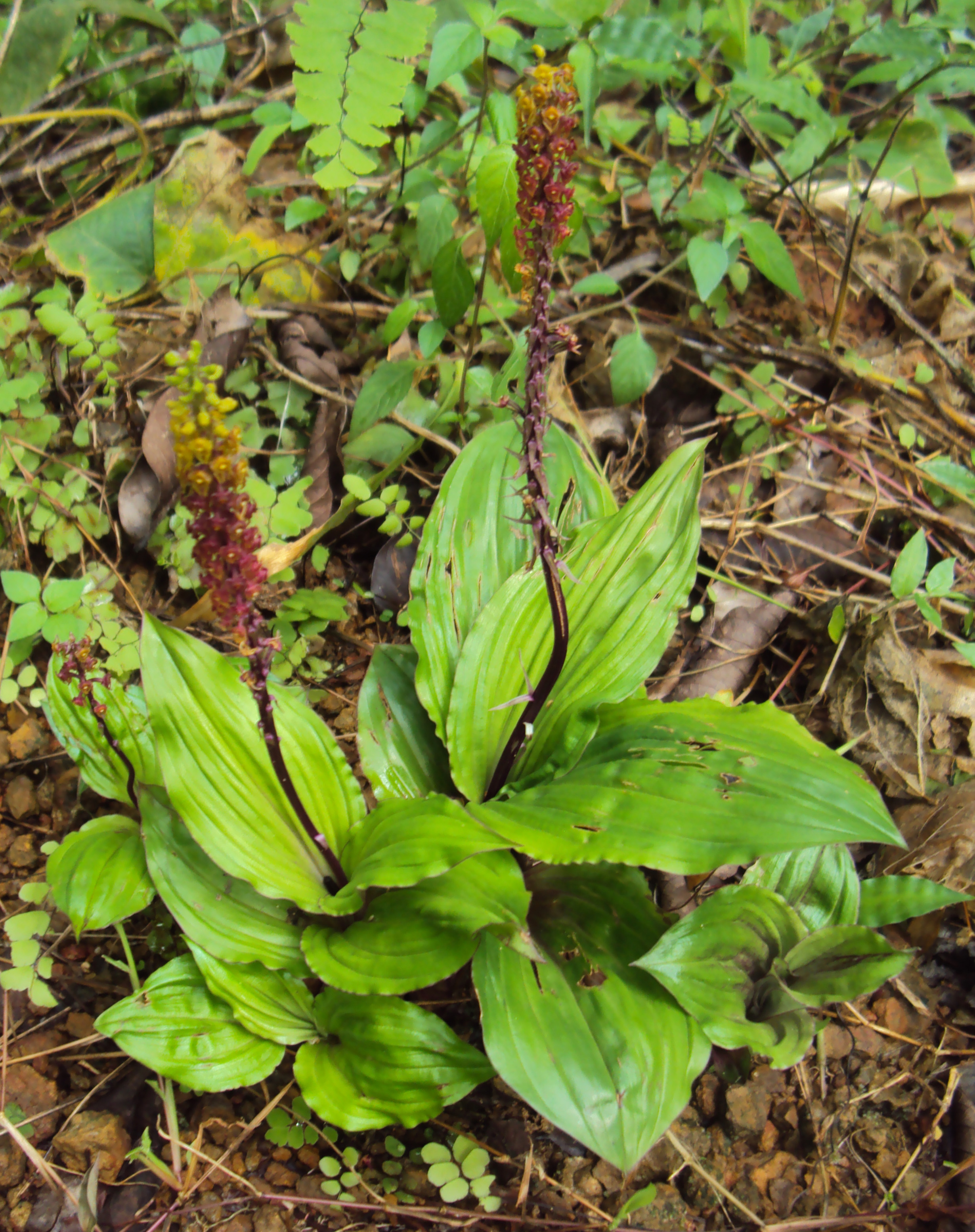
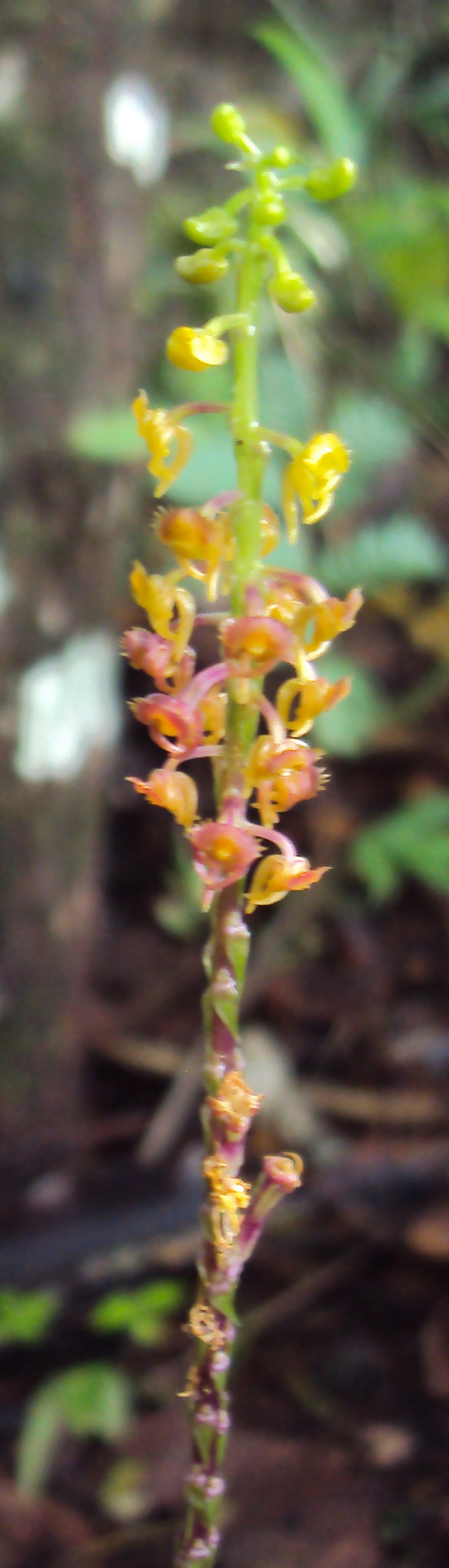
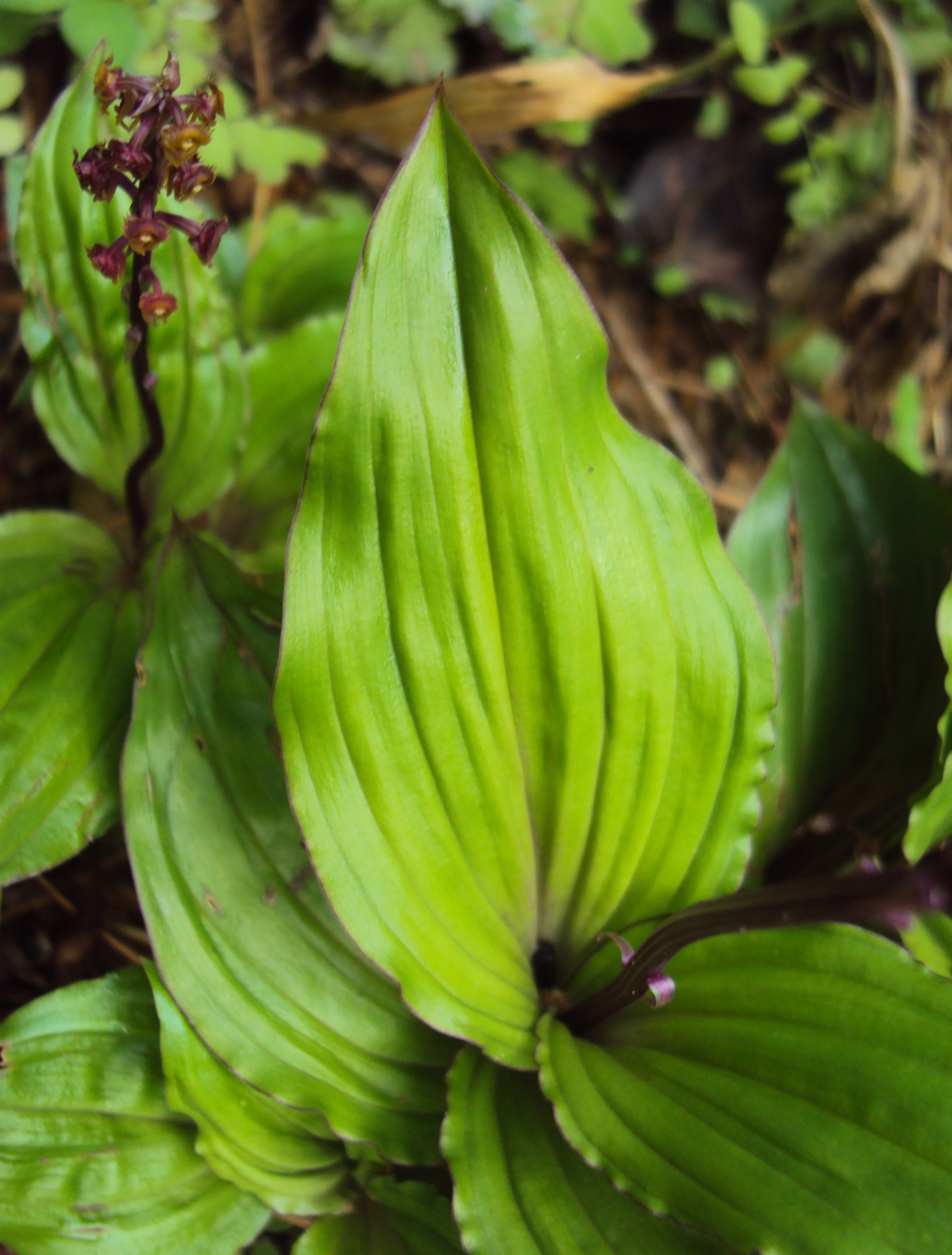